# Epicadinus
Epicadinus es un género de arañas cangrejo de la familia Thomisidae. Fue descrito por el aracnólogo francés Eugène Simon en 1895.

## Especies
- Epicadinus biocellatus Mello-Leitão, 1929
- Epicadinus spinipes (Blackwall, 1862)
- Epicadinus trispinosus (Taczanowski, 1872)
- Epicadinus villosus Mello-Leitão, 1929